# Grotte di Castellana
Grotte di Castellana je systém jeskyní nacházející se v krasové oblasti Murge v jihoitalské Apulii. Leží necelé dva kilometry jižně od města Castellana Grotte.
Celý komplex jeskyní je dlouhý okolo 3300 metrů a dosahuje maximální hloubky 122 metrů. Vchod tvoří vertikální propast, z níž vycházejí rozsáhlé podzemní dómy nazvané Bílá jeskyně, Černá jeskyně a Jeskyně zkázy. Jeskyně pocházejí z geologického období křídy. Teplota uvnitř se celoročně pohybuje mezi čtrnácti a osmnácti stupni Celsia, vlhkost vzduchu dosahuje devadesáti procent. Žije zde syarina velká a množství netopýrů. Interiér jeskyní zdobí vápencové krápníky bizarních tvarů.
Jeskyně objevil 23. ledna 1938 badatel Franco Anelli, po němž je pojmenováno i zdejší speleologické muzeum. Labyrintem vede dvoukilometrová prohlídková trasa, pro návštěvníky jeskyní byla zřízena nedaleká zastávka na železnici z Bari do Tarenta.